# Хлороводень
Хло́рово́день — неорганічна сполука ряду галогеноводнів складу HCl. За звичайних умов є безбарвним задушливим газом із різким запахом, димить на повітрі. Легко розчиняється у воді (500 об'ємів газу у 1 об'ємі води) з утворенням хлоридної кислоти (її іноді помилково називають хлороводнем).

## Історія
Алхіміки середньовіччя знали про acidum Calic (так вони називали хлоридну кислоту), та газ який з неї утворюється, який називали солоне повітря. В 17 столітті, Йоганн Рудольф Глаубер, використовуючи сіль (хлорид натрію) та сульфатну кислоту для виробництва сульфату натрію виділив хлороводень. Карл Вільгельм Шеєле також згадує цю реакцію в 1772 році, відкриття хлороводню приписується йому. У тому ж році Джозеф Прістлі і Гемфрі Деві виявили, що хлороводень складається з водню і хлору.
Під час промислової революції, попит на лужні речовини, такі як карбонат натрію (Na2CO3), збільшився, в 1791 році Ніколя Леблан розробив новий метод виробництва кальцинованої соди. У цьому методі кухонна сіль перетворюється в карбонат натрію, сульфатну кислоту, вапняк та вуглекислий газ і хлороводень як побічний продукт. До 1863 року, хлороводень викидався в повітря, але згодом за допомогою рослинної золи хлороводень розчиняли у воді, отримуючи хлоридну кислоту в промислових масштабах. На початку 20 століття, метод Леблана замінив метод Сольве, в якому хлороводень не виділявся. Тим не менш, виробництво хлороводню продовжувалось, оскільки хлоридна кислота активно використовувалась.
У 20-му столітті хлороводень почали використовувати для виробництва хлоропрену, вінілхлориду і т.д

## Фізичні властивості
Хлороводень складається з двоатомних молекул, кожна з яких складається з водню і хлору. Молекула пов'язана ковалентним зв'язком. Оскільки атом хлору набагато більш електронегативний, ніж атом водню, ковалентний зв'язок між двома атомами сильно полярний. Отже, молекула має великий дипольний момент з негативним частковим зарядом δ− на атомі хлору і позитивним частковим зарядом δ+ на атомі водню. Частково через високу полярність, HCl дуже розчинний у воді (і в інших полярних розчинниках).
При контакті, H2O і HCl в сукупності утворюють катіон гідроксонію, Н3O+ та хлорид аніон Cl− через оборотну хімічну реакцію:
{\displaystyle \mathrm {HCl+H_{2}O\rightleftarrows H_{3}O^{+}+Cl^{-}} }
Отриманий розчин — хлоридна кислота. Процес розчинення сильно екзотермічний. Константа дисоціації або константа іонізації,Ka, велика, що означає, HCl дисоціює і іонізується практично повністю у воді. 
З водою хлороводень утворює азеотропну суміш, що містить 20,24 % HCl.
Навіть за відсутності води хлористий водень все ще може виступати як кислота. Наприклад, хлористий водень може розчинятися в деяких інших розчинниках, таких як метанол. Через свій кислий характер хлористий водень відноситься до корозійних матеріалів, особливо в присутності вологи. Цілком сухий HCl не проводить електричного струму.

### Структура і властивості
| |  |  |
| Структура DCl, визначена нейтронною дифракцією DCl в порошкоподібному стані при температурі -196,15 °С. DCl був використаний замість соляної кислоти, оскільки ядро Дейтерію легше виявити, ніж ядро водню. "Нескінченний" ланцюг DCl позначений пунктирними лініями. |  |  |

За нормальних умов, хлороводень — це безбарвний газ, який на повітрі димить, взаємодіючи з атмосферною вологою. У рідкому вигляді — безбарвна рухома рідина. Кристалізується в кубічну ґратку, нижче -174,15 °С з утворенням ромбічної модифікації.

## Отримання
У лабораторних умовах хлороводень одержують при дії концентрованої сульфатної кислоти на хлорид натрію при сильному нагріванні:
{\displaystyle \mathrm {2NaCl+H_{2}SO_{4}\longrightarrow Na_{2}SO_{4}+2HCl\uparrow } }
У промисловості його добувають зазвичай спалюванням водню в атмосфері хлору у спеціальних пальниках:
{\displaystyle \mathrm {Cl_{2}+H_{2}\longrightarrow 2HCl\uparrow } }
HCl також можна отримати гідролізом ковалентних галогенідів, таких як хлористий фосфорит, тіонілхлорид (SOCl2), і гідролізом хлорангідридів карбонових кислот:
{\displaystyle \mathrm {PCl_{5}+H_{2}O\longrightarrow POCl_{3}+2HCl\uparrow } }
{\displaystyle \mathrm {R{-}COCl+HOH\longrightarrow R{-}COOH+HCl\uparrow } }
Хлоридну кислоту отримують розчиненням газуватого хлороводню у воді.

## Хімічні властивості
При нагріванні хлороводень окиснюється киснем (каталізатор — хлорид міді(II) CuCl2):
{\displaystyle \mathrm {4HCl+O_{2}\longrightarrow 2H_{2}O+2Cl_{2}\uparrow } }
При дії сильних окисників або при електролізі хлороводень проявляє відновні властивості:
{\displaystyle \mathrm {MnO_{2}+4HCl\longrightarrow MnCl_{2}+Cl_{2}\uparrow +2H_{2}O} }
Для хлороводню також характерні реакції приєднання до кратних зв'язків (електрофільне приєднання):
{\displaystyle \mathrm {R{-}CH{=}CH_{2}+HCl\longrightarrow R{-}CHCl{-}CH_{3}} }
{\displaystyle \mathrm {RC{=}CH+2HCl\longrightarrow R{-}CCl_{2}{-}CH_{3}} }
HCl взаємодіє з тріоксидом сірки, утворюючи хлоросульфонову кислоту HSO3Cl:
{\displaystyle \mathrm {SO_{3}+HCl\longrightarrow HSO_{3}Cl} }

## Безпека
Вдихання хлороводню може призвести до кашлю, задухи, запалення носа, горла, і верхніх дихальних шляхів, а у важких випадках, набряку легень, порушення роботи кровоносної системи, і навіть смерть. Контактуючи зі шкірою може викликати почервоніння, біль, і важкі опіки. Хлористий водень спричиняє серйозні опіки очей і незворотне пошкодження очей.